# 弗雷德·弗兰纳里
弗雷德·弗兰纳里（英語：Fred Flannery，1924年3月30日—2012年10月8日），澳大利亚、加拿大男子摔跤运动员。他曾代表澳大利亚、加拿大参加1954年和1958年大英帝国和英联邦运动会摔跤比赛，获得一枚银牌和一枚铜牌。